# Rhaetotorulus
Rhaetotorulus es un género de foraminífero bentónico de estatus incierto, aunque considerado perteneciente a la familia Lasiodiscidae, de la superfamilia Archaediscoidea, del suborden Fusulinina y del orden Fusulinida. Su especie tipo es Rhaetotorulus striatus. Su rango cronoestratigráfico abarca el Triásico.

## Discusión
Algunas clasificaciones más recientes incluirían Rhaetotorulus en la superfamilia Lasiodiscoidea, del suborden Archaediscina, del orden Archaediscida, de la Subclase Afusulinana y de la clase Fusulinata.

## Clasificación
Rhaetotorulus incluye a la siguiente especie:
- Rhaetotorulus striatus †